# 智光曼荼羅

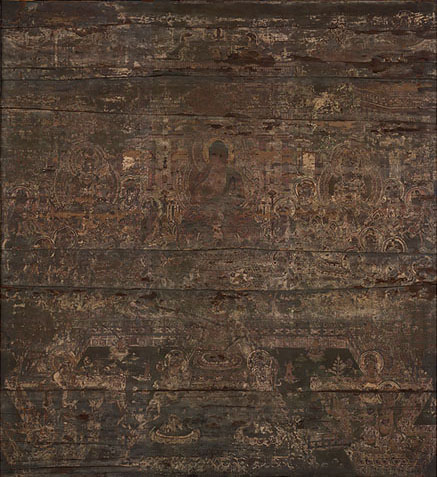
板絵智光曼荼羅図（元興寺）

『智光曼荼羅』（ちこうまんだら）とは、奈良市の元興寺に伝わる智光が感得したという曼荼羅の図像に基づいて作られた浄土曼荼羅の総称である。
浄土三曼荼羅の一つ。『当麻曼荼羅』が『観無量寿経』に基づいて画面を4分割する複雑な画面構成をとるのに対して、『智光曼荼羅』は極めてシンプルな浄土図のみの図様をとっているのが特徴である。また、図の下方に智光と頼光の二僧が描かれる。
また、智光が自らの僧房に、画工に描かせた浄土変相図（浄土曼荼羅）を掛けて極楽往生を念じた縁由により、極楽坊という呼称が用いられるようになった。また、長方形の僧房は『智光曼荼羅』を安置する極楽堂と道場としての禅室とに二分されて今日に至っている。